# Rhysipolis chiapas
Rhysipolis chiapas är en stekelart som beskrevs av Spencer 1999. Rhysipolis chiapas ingår i släktet Rhysipolis och familjen bracksteklar. Inga underarter finns listade i Catalogue of Life.